# Trúc Khi

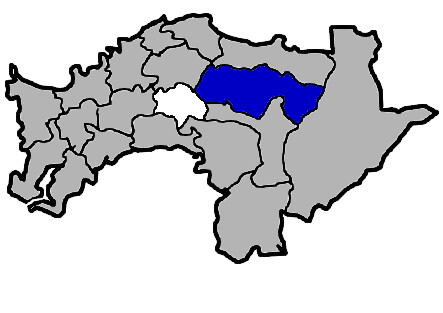
Vị trí tại huyện Gia Nghĩa

Trúc Khi (tiếng Trung: 竹崎鄉; bính âm: Zhúqí Xiāng) là một hương (xã) của huyện Gia Nghĩa, tỉnh Đài Loan, Trung Hoa Dân Quốc (Đài Loan). Hương nằm ở phía đông bắc của huyện và tên gọi có xuất xứ từ việc có nhiều trúc trên các sườn đồi tại địa bàn. Tổng diện tích của Trúc Khi là 162,2256 km², dân số vào tháng 8 năm 2011 là 38.320 người thuộc 11.396 hộ gia đình, mật độ cư trú đạt 236,2 người/km².